# Nicolás Vergallo
Nicolás Vergallo (Rosario, 20 de agosto de 1983) es un jugador argentino de rugby que se desempeña como medio scrum. Fue parte de la Selección argentina con la cual disputó el Mundial de Rugby 2011 y el Rugby Championship de 2012.

## Selección Argentina
Nicolás, jugó su primer partido de rugby internacional con la Unión Argentina de Rugby el 3 de diciembre de 2005 contra la selección de Samoa. Lleva disputados quince partidos con la selección de rugby de su país.

### Participaciones en Copas del Mundo
Disputó la Copa Mundial de Nueva Zelanda 2011 donde Argentina empezaría el mundial cayendo ante el XV de la rosa 9-13, pero ganaría sus otros tres partidos de grupo ante Rumania, Escocia (en una victoria agónica por 12-13) y Georgia para clasificar a cuartos de final, donde enfrentaría a los eventuales campeones del mundo, los All Blacks; en un memorable partido "Los Pumas" serían derrotados 10-33.
| Mundial                       | Sede          | Resultado        | PJ | Tries |
| ----------------------------- | ------------- | ---------------- | -- | ----- |
| Copa Mundial de Rugby de 2011 | Nueva Zelanda | Cuartos de final | 5  | 0     |